# NASCAR Winston Cup 1986
De NASCAR Winston Cup 1986 was het 38e seizoen van het belangrijkste NASCAR kampioenschap dat in de Verenigde Staten gehouden wordt. Het seizoen startte op 16 februari met de Daytona 500 en eindigde op 16 november met de Winston Western 500. Dale Earnhardt won het kampioenschap voor de tweede keer in zijn carrière. De trofee rookie of the year werd uitgereikt aan Alan Kulwicki.

## Races
Top drie resultaten, exhibitie- en kwalificatiewedstrijden staan niet vermeld.
| '  | Datum  | Race                      | Circuit                         | Winnaar          | Tweede          | Derde            |
| 1  | 16-feb | Daytona 500               | Daytona International Speedway  | Geoff Bodine     | Terry Labonte   | Darrell Waltrip  |
| 2  | 23-feb | Miller High Life 400      | Richmond International Raceway  | Kyle Petty       | Joe Ruttman     | Dale Earnhardt   |
| 3  | 2-mrt  | Goodwrench 500            | North Carolina Speedway         | Terry Labonte    | Harry Gant      | Richard Petty    |
| 4  | 16-mrt | Motorcraft 500            | Atlanta Motor Speedway          | Morgan Shepherd  | Dale Earnhardt  | Terry Labonte    |
| 5  | 6-apr  | Valleydale 500            | Bristol Motor Speedway          | Rusty Wallace    | Ricky Rudd      | Darrell Waltrip  |
| 6  | 13-apr | TranSouth 500             | Darlington Raceway              | Dale Earnhardt   | Darrell Waltrip | Bobby Allison    |
| 7  | 20-apr | First Union 400           | North Wilkesboro Speedway       | Dale Earnhardt   | Ricky Rudd      | Geoff Bodine     |
| 8  | 27-apr | Sovran Bank 500           | Martinsville Speedway           | Ricky Rudd       | Joe Ruttman     | Terry Labonte    |
| 9  | 4-mei  | Winston 500               | Talladega Superspeedway         | Bobby Allison    | Dale Earnhardt  | Buddy Baker      |
| 10 | 18-mei | Budweiser 500             | Dover International Speedway    | Geoff Bodine     | Bobby Allison   | Dale Earnhardt   |
| 11 | 25-mei | Coca-Cola 600             | Charlotte Motor Speedway        | Dale Earnhardt   | Tim Richmond    | Cale Yarborough  |
| 12 | 1-jun  | Budweiser 400             | Riverside International Raceway | Darrell Waltrip  | Tim Richmond    | Ricky Rudd       |
| 13 | 8-jun  | Miller High Life 500      | Pocono Raceway                  | Tim Richmond     | Dale Earnhardt  | Cale Yarborough  |
| 14 | 15-jun | Miller American 400       | Michigan International Speedway | Bill Elliott     | Harry Gant      | Geoff Bodine     |
| 15 | 4-jul  | Firecracker 400           | Daytona International Speedway  | Tim Richmond     | Sterling Marlin | Bobby Hillin Jr. |
| 16 | 20-jul | Summer 500                | Pocono Raceway                  | Tim Richmond     | Ricky Rudd      | Geoff Bodine     |
| 17 | 27-jul | Talladega 500             | Talladega Superspeedway         | Bobby Hillin Jr. | Tim Richmond    | Ricky Rudd       |
| 18 | 10-aug | Budweiser At The Glen     | Watkins Glen International      | Tim Richmond     | Darrell Waltrip | Dale Earnhardt   |
| 19 | 17-aug | Champion Spark Plug 400   | Michigan International Speedway | Bill Elliott     | Tim Richmond    | Darrell Waltrip  |
| 20 | 23-aug | Busch 500                 | Bristol Motor Speedway          | Darrell Waltrip  | Terry Labonte   | Geoff Bodine     |
| 21 | 31-aug | Southern 500              | Darlington Raceway              | Tim Richmond     | Bobby Allison   | Bill Elliott     |
| 22 | 7-sep  | Wrangler Jeans Indigo 400 | Richmond International Raceway  | Tim Richmond     | Dale Earnhardt  | Morgan Shepherd  |
| 23 | 14-sep | Delaware 500              | Dover International Speedway    | Ricky Rudd       | Neil Bonnett    | Kyle Petty       |
| 24 | 21-sep | Goody's 500               | Martinsville Speedway           | Rusty Wallace    | Geoff Bodine    | Harry Gant       |
| 25 | 28-sep | Holly Farms 400           | North Wilkesboro Speedway       | Darrell Waltrip  | Geoff Bodine    | Richard Petty    |
| 26 | 5-okt  | Oakwood Homes 500         | Charlotte Motor Speedway        | Dale Earnhardt   | Harry Gant      | Neil Bonnett     |
| 27 | 19-okt | Nationwise 500            | North Carolina Speedway         | Neil Bonnett     | Ricky Rudd      | Darrell Waltrip  |
| 28 | 2-nov  | Atlanta Journal 500       | Atlanta Motor Speedway          | Dale Earnhardt   | Richard Petty   | Bill Elliott     |
| 29 | 16-nov | Winston Western 500       | Riverside International Raceway | Tim Richmond     | Dale Earnhardt  | Geoff Bodine     |

## Eindstand - Top 10
| 1  | Dale Earnhardt   | 4468 |
| 2  | Darrell Waltrip  | 4180 |
| 3  | Tim Richmond     | 4174 |
| 4  | Bill Elliott     | 3844 |
| 5  | Ricky Rudd       | 3823 |
| 6  | Rusty Wallace    | 3757 |
| 7  | Bobby Allison    | 3698 |
| 8  | Geoff Bodine     | 3678 |
| 9  | Bobby Hillin Jr. | 3541 |
| 10 | Kyle Petty       | 3537 |